# Chu Jing-lin
Chu Jing-lin (čínsky pchin-jinem Hú Yīnglín, znaky tradiční 胡應麟; 1551–1602), byl učenec, spisovatel, literární kritik a bibliofil pozdně mingské Číny.

## Jméno
Chu Jing-lin používal zdvořilostní jména Jüan-žuej (čínsky pchin-jinem Yuánruì, znaky tradiční 元瑞) a Ming-žuej (čínsky pchin-jinem Míngruì, znaky tradiční 明瑞) a pseudonymy Jang-šeng (čínsky pchin-jinem Yángshēng, znaky 羊生) a Šao-š’ šan-žen (čínsky pchin-jinem Shǎoshì shānrén, znaky 少室山人).

## Život a dílo
Chu Jing-lin pocházel z Ťin-chua v provincii Če-ťiang. Studoval konfucianismus a skládal úřednické zkoušky, roku 1576 absolvoval provinční zkoušky a získal titul ťü-žen, ve vyšších metropolitních zkouškách však neuspěl, náhradou za úřednickou kariéru se věnoval literatuře a umění.
V mládí hodně cestoval; sbíral knihy, svou knihovnu pojmenovanou Er-jou šan-fang umístil ve zvlášť postavené patrové budově. Shromáždil v ní více než 42 tisíc ťüanů (svazků či svitků) knih. Jako spisovatel je počítán mezi takzvaných „pět pozdějších mistrů“ (s Li Wej-čenem, Tchu Lungem, Wej Jün-čungem a Čao Jung-sienem). Byl prvním literárním kritikem, který věnoval vážnou pozornost beletristické fikci, románům a povídkám, a s dalším kritikem Ťin Šeng-tchanem spoluzaložil tento nový žánr literární kritiky. Je autorem více než tisícovky děl, k jeho nejvýznamnějším patří sbírka Šao-š’-šan-fang pi cchung (少室山房筆叢, „Poznámky ze studovny Šao-š’-šan“) o historii, filologii a literatuře a literárněkritická Š’-sou (詩藪, „Houštiny poezie“) o básních a básnictví.
Patřil ke ctitelům slavné kurtizány Süe Su-su.